# Men Are Such Fools
Men Are Such Fools é um filme de comédia romântica norte-americano de 1938, feito pela Warner Bros., dirigido por Busby Berkeley — e estrelado por Humphrey Bogart, Priscilla Lane, Wayne Morris e Hugh Herbert. Conta a história de uma jovem mulher que trabalha para uma agência de publicidade e sobe a escada corporativa enquanto se apaixona.

## Elenco

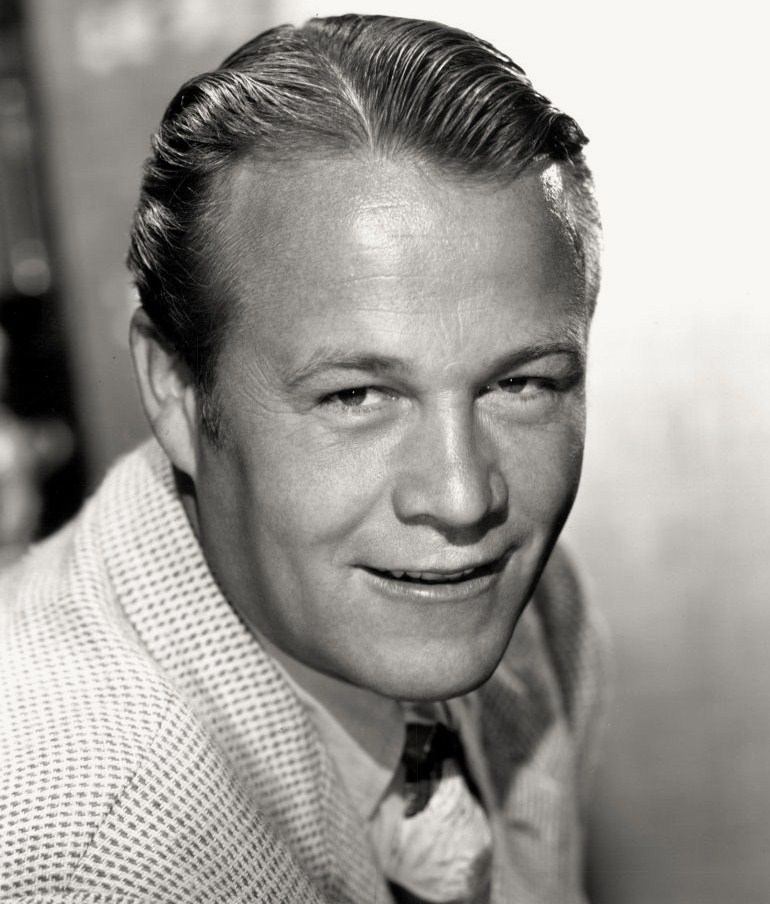
Wayne Morris

- Wayne Morris – Jimmie Hall
- Priscilla Lane – Linda Lawrence
- Humphrey Bogart – Harry
- Hugh Herbert – Harvey Bates
- Johnnie Davis – Tad Turkel
- Penny Singleton – Nancy
- Mona Barrie – Bea Harris
- Vivienne Osborne – Lili Arno
- Marcia Ralston – Wanda
- Gene Lockhart